# AScX Index
De AScX Index (afgeleid van Amsterdam Small Cap Index) is de derde index van de Amsterdamse effectenbeurs. De AScX bestaat sinds 2 maart 2005.

## Berekening AScX
In de AScX zijn de aandelenfondsen in grootte van 51-75 opgenomen, nummers 1-25 vormen de Amsterdam Exchange Index (AEX) en de 26-50 de Amsterdam Midkap Index (AMX). 
Uitgangspunt voor opname in de AScX is de verhandelbaarheid van een aandeel. De weging in de index zelf komt tot stand op basis van marktkapitalisatie, de beurswaarde van de onderneming, waarbij rekening wordt gehouden met de free float. Geen aandeel kan een grotere weging hebben dan 15% van de index wanneer de gewichten worden vastgesteld. 
De index wordt jaarlijks vastgesteld, de eerste effectieve handelsdag na een verandering is de derde vrijdag van maart. Tussentijds, in juni, september en december, kan de index ook worden aangepast, dan geldt ook dat deze wijzigingen ingaan op de derde vrijdag van die maand.

## Samenstelling AScX
De exacte weging van de index verandert dagelijks, omdat bijvoorbeeld sterk gestegen aandelen aan wegingspercentage winnen. Herweging vindt tweemaal per jaar plaats na de eerste handelsdag van maart en van september, en in het geval van het verdwijnen van aandelen van de beurs (overname, faillissement) of het uitkeren van superdividend zullen er kleine aanpassingen gemaakt worden. Standaard telt de AScX-index 25 aandelen. 
Samenstelling 10 juli 2025:
| Company                        | Sector                          | Ticker symbol |
| ------------------------------ | ------------------------------- | ------------- |
| Accsys Technologies            | Chemie                          | AXS           |
| Amsterdam Commodities (Acomo)  | Handelshuis                     | ACOMO         |
| Alfen                          | Hoog- en laagspanning apparaten | ALFEN         |
| AMG                            | Metaal                          | AMG           |
| Avantium                       | Chemie                          | AVTX          |
| B&S Group                      | Groothandel                     | BSGR          |
| Brunel                         | Detacheerder                    | BRNL          |
| CM.COM                         | Technologie                     | CMCOM         |
| Envipco                        | Statiegeldmachines              | ENVI          |
| Fastned                        | Oplaadstations                  | FAST          |
| Ferrari Group                  | Waardetransport                 | FERGR         |
| Flow Traders                   | Effectenhandel                  | FLOW          |
| ForFarmers                     | Veevoederindustrie              | FFARM         |
| Havas                          | reclame en marketing            | HAVAS         |
| Kendrion                       | Elektromagnetische componenten  | KENDR         |
| Nedap N.V.                     | Technologie                     | NEDAP         |
| Nieuwe Steen Investments (NSI) | Vastgoed (Kantoor)              | NSI           |
| Pharming                       | Biotechnologie                  | PHARM         |
| PostNL                         | Post                            | PNL           |
| Sif Holding                    | Funderingstechniek              | SIFG          |
| Sligro Food Group              | Levensmiddelendistributie       | SLIGR         |
| Theon                          | Defensie                        | THEON         |
| TomTom                         | Technologie                     | TOM2          |
| Vastned Retail                 | Winkelvastgoed                  | VASTN         |
| Wereldhave                     | Winkelvastgoed                  | WHA           |